# بادي ريان (لاعب اتحاد الرغبي)
بادي ريان (بالإنجليزية: Paddy Ryan)‏ هو لاعب اتحاد الرغبي أسترالي، ولد في 9 أغسطس 1988 في تامورث في أستراليا.

## وصلات خارجية
- بادي ريان عل موقع إسبنسكروم (الإنجليزية)
- بادي ريان على موقع ItsRugby.co.uk (الإنجليزية)